# Elżbieta Towarnicka
Elżbieta Towarnicka (ur. 29 lipca 1950 we Wrocławiu) – polska śpiewaczka operowa (sopran).
Ukończyła studia na Akademii Muzycznej w Krakowie w klasie śpiewu Barbary Walczyńskiej w wieku 28 lat. Już podczas studiów występowała w Operze Krakowskiej. W 1979 zdobyła III nagrodę na Ogólnopolskim Konkursie Wokalistyki Operowej im. Adama Didura w Bytomiu.
Jej repertuar obejmuje główne partie sopranowe w takich operach jak:
- Cyganeria, Tosca G. Pucciniego
- Poławiacze pereł G. Bizeta
- Traviata, Rigoletto G. Verdiego
- Wolny strzelec C.M. Webera
- Król Roger K. Szymanowskiego
- Dydona i Eneasz H. Purcella
- Orfeusz i Eurydyka Ch.W. Glucka

Większy rozgłos przyniosły jej nagrania do filmów Krzysztofa Kieślowskiego: Trzy kolory (Niebieski oraz Czerwony), Dekalog, Podwójne życie Weroniki (wokaliza w wykonaniu stała się jednym z najpopularniejszych utworów w stacjach radiowych w pierwszej połowie lat 90.). Od 1992 występuje w Nieszporach ludźmierskich Jana Kantego Pawluśkiewicza (ponad 110 wykonań w Polsce i za granicą; wydanych m.in. w 1993 r. na płycie CD, ponowne wydanie w 2007).
W 2000 nagrała pierwszą niefilmową płytę Ave Maria zarejestrowaną wraz z Jackiem Ozimkowskim i Markiem Stefańskim w bazylice Mariackiej w Krakowie. Płyta została wznowiona w 2006 z powodu wyczerpania nakładu, oraz jako insert do jednego z tygodników w 2012 sprzedając się w nakładzie 158,048 egzemplarzy. Album był nominowany do Nagrody Muzycznej „Fryderyk”.
Artystka wydała kilkanaście solowych albumów oraz brała udział w nagraniach płyt innych artystów. Wiele jej nieopublikowanych nagrań znajduje się w archiwach Polskiego Radia w Krakowie i Warszawie. Część z nich znalazła się w wydanym przez Atlas i Polskie Radio trzy płytowym albumie "Wielcy wykonawcy – Elżbieta Towarnicka" (2012).
Występowała m.in.: w Grecji, Niemczech, Hiszpanii, Anglii, Rosji, Włoszech (La Scali), Szwecji, Belgii, Francji, na Litwie, Ukrainie, w Argentynie, Stanach Zjednoczonych, Japonii, Chinach, Chorwacji, Macedonii, czy Kanadzie. Współpracuje z większością filharmonii w kraju. Specjalizuje się w wykonaniach oratoryjnych, m.in. 22 maja 2010 była solistką w trakcie premierowego wykonania Oratorium Braniewskiego "Mikołaj Kopernik". Obecnie mieszka w Krakowie.

## Dyskografia
- Zbigniew Preisner – La Double Vie De Véronique – The Double Life Of Veronika (1991)
- Zbigniew Preisner – Requiem dla mojego przyjaciela (1998)
- Zbigniew Preisner – Moje kolędy na koniec wieku (1999)
- Piwnica Pod Baranami – Przychodzimy, odchodzimy (2000)
- Kenji Kawai – Avalon (From Original Soundtrack Recordings) (2001)
- Elżbieta Towarnicka – Wielcy wykonawcy (2012)
- Elżbieta Towarnicka – Sing & Moovie (2015)